# Limosina ghaznavi
Limosina ghaznavi är en tvåvingeart som beskrevs av Papp 1978. Limosina ghaznavi ingår i släktet Limosina och familjen hoppflugor.
Artens utbredningsområde är Afghanistan. Inga underarter finns listade i Catalogue of Life.